# Diospyros greenwayi
Diospyros greenwayi är en tvåhjärtbladig växtart som beskrevs av Frank White. Diospyros greenwayi ingår i släktet Diospyros och familjen Ebenaceae. Inga underarter finns listade i Catalogue of Life.